# Сисели Тајсон
Сисели Тајсон (енгл. Cicely Tyson, 19. децембар 1924 — Њујорк, 28. јануар 2021) била је америчка глумица.